# William Este
William Este foi um padre inglês no século XVI.
Este foi educado na Universidade de Oxford. Beneditino, ele viveu em St Mary Magdalen, Milk Street na cidade de Londres; foi um cónego de Windsor e reitor e arquidiácono de Santo Albano de 1550 a 1556.